# Anlhiac
Anlhiac är en kommun i departementet Dordogne i regionen Nouvelle-Aquitaine i sydvästra Frankrike. Kommunen ligger i kantonen Excideuil som tillhör arrondissementet Périgueux. År 2022 hade Anlhiac 266 invånare.

## Befolkningsutveckling
Antalet invånare i kommunen Anlhiac
Referens:INSEE